# Emil Jørgensen
Pour les articles homonymes, voir Jørgensen.
Emil Jørgensen, de son nom complet Emil Ludvig Peter Jørgensen, né le 7 février 1882 à Gentofte et mort le 23 mars 1947 dans la même ville, est un footballeur international danois. Il évoluait au poste de milieu.

## Biographie

### En club
Emil Jørgensen est d'abord joueur du Østerbros Boldklub (en) avant de rejoindre le B 93 Copenhague,.
Il est sacré Champion du Danemark en 1916.

### En équipe nationale
International danois, Emil Jørgensen dispute quatre matchs pour un but marqué en équipe nationale,.
Son premier match en sélection est un match contre l'Angleterre le 21 octobre 1911 en amical (défaite 0-3 à Londres).
Il fait partie de l'équipe danoise médaillée d'argent aux Jeux olympiques de 1912. Il dispute deux matchs durant le tournoi. En demi-finale, Jørgensen marque contre les Pays-Bas. Il est titulaire lors de la finale perdue contre la Grande-Bretagne.
Son dernier match en sélection est une rencontre contre l'Allemagne le 6 octobre 1912 (victoire 3-1 à Copenhague).

## Palmarès

### En club
B 93 Copenhague
- Championnat du Danemark :
  - Champion : 1915-16.

### En sélection
Danemark
- Jeux olympiques :
  -  Argent : 1912.